# Юньцзинь
Юньцзинь (кит. трад. 雲錦, упр. 云锦, пиньинь yúnjǐn, буквально: «облачная парча») — парча, происходящая из города Нанкина (КНР) и вместе с сунцзинь из города Сучжоу провинции Цзянсу и шуцзинь из провинции Сычуань представляющая «три уровня совершенства китайской парчи». Объект нематериального культурного наследия Китая.

## Описание

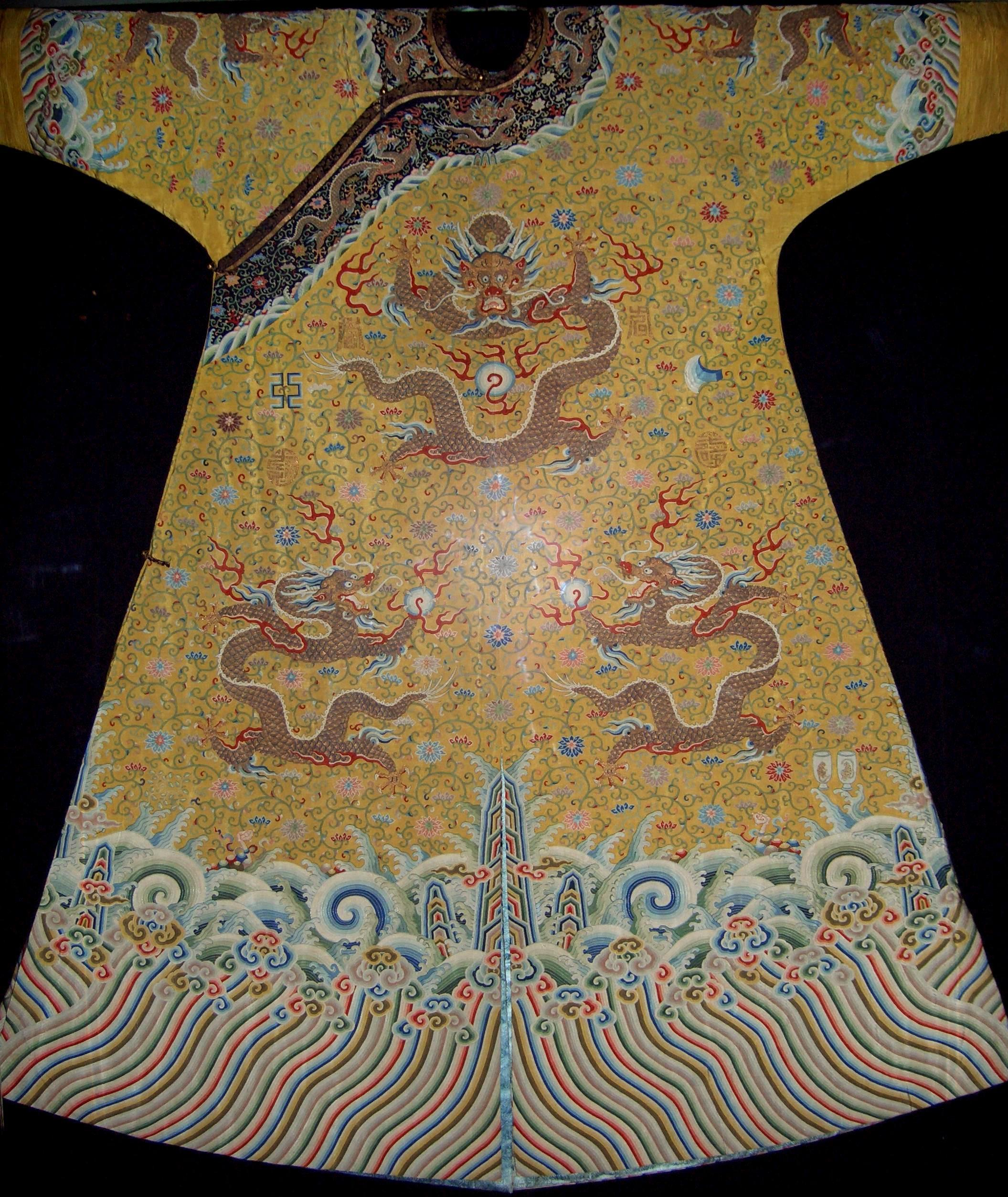
Драконовый халат императора Цяньлуна из юньцзинь (Музей Грасси в Лейпциге, Германия)

Облачная парча создаётся из шёлка и нитей золота и серебра; также могут использоваться другие материалы — например, волокна из павлиньего пера. Пёстрый узор на парче напоминает перистые облака, освещаемые восходящим солнцем, что и послужило источником её названия. Одной из характерных особенностей нанкинской парчи является то, что оттенки узора под разными углами зрения воспринимаются по-разному.
Станок для изготовления юньцзинь имеет длину 5,6 м, ширину 1,4 м и высоту 4 м, за ним одновременно работает двое ткачей. Технологические особенности производства позволяют выпускать на одном станке только порядка 5 см полотна за рабочий день. Ширина полотна составляет 78 см, при этом для его плетения требуется 14 000 нитей. Процесс изготовления парчи начинается с создания макета на листке бумаги, на котором, помимо узора, размечается будущее расположение нитей. Затем по созданному макету переплетают хлопковые нити основы с шёлковыми нитями утка, а также добавляют золотые и окрашенные в разные цвета нити для создания узора.
Рисунок на юньцзинь бывает разным и зависит от положения в государственной и социальной иерархии человека, для которого предназначалось изделие.

## История

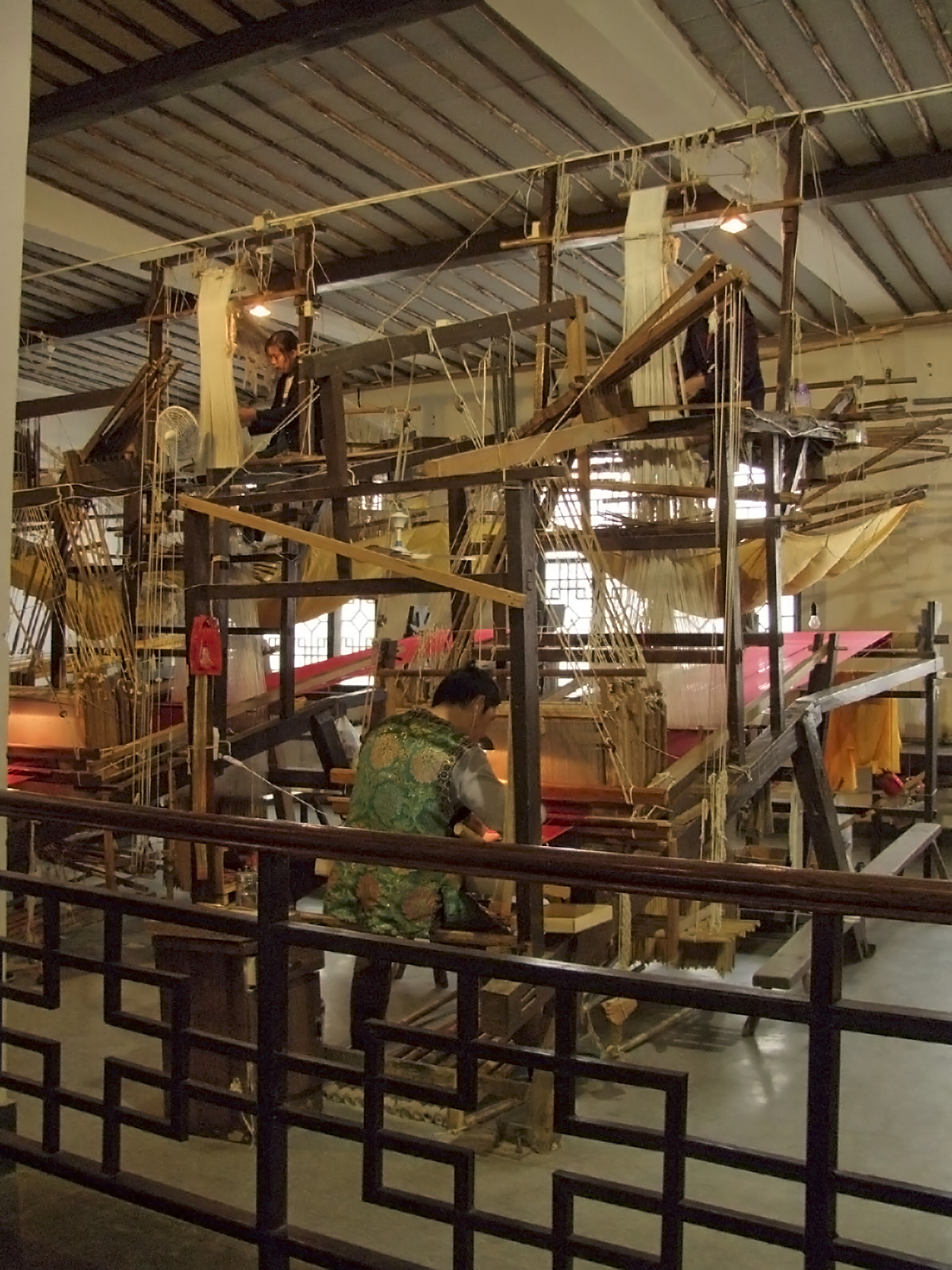
Станки для изготовления нанкинской парчи (Нанкинский музей юньцзинь)

Шелководство и шелкопрядение в районе современного Нанкина зародилось в эпоху Троецарствия (III век). После переноса Восточной Цзинь столицы в Цзянькан здесь стали собираться мастера-ткачи, и начало активно развиваться производство парчи. После установления в XII веке монгольской династии Юань в оформлении ткани стало сильнее востребовано золото, и тогда на основе существовавшей до того цветной парчи (кит. трад. 彩錦, упр. 彩锦, пиньинь cǎijǐn, палл. цайцзинь) появилась юньцзинь.
Пика производство облачной парчи достигло в XVII—XVIII века, а после падения династии Цин в начале XX века резко пошло на спад из-за того, что такой дорогой и сложный в изготовлении материал больше не находил себе покупателя, которым до того выступал императорский двор.
После образования КНР была проведена работа по сохранению традиций изготовления нанкинской парчи, для чего были созданы специальные исследовательская группа в 1954 году и институт в 1957 году. В 2004 году открылся Нанкинский музей юньцзинь.
20 мая 2006 года юньцзинь была включена в первый список из 226 объектов нематериального культурного наследия Китая.
28 сентября 2009 года на четвёртой сессии Межправительственного комитета ЮНЕСКО по сохранению нематериального культурного наследия в Абу-Даби шелководство и шелкопрядение в Китае, частью которого является изготовление нанкинской парчи, было внесено в Репрезентативный список нематериального культурного наследия человечества.
Юньцзинь вместе с сунцзинь из города Сучжоу провинции Цзянсу и шуцзинь из провинции Сычуань называют «тремя уровнями совершенства китайской парчи» или также — «три знаменитых парчи» (кит. 三大名锦).